# Der Usedom-Krimi: Am Ende einer Reise

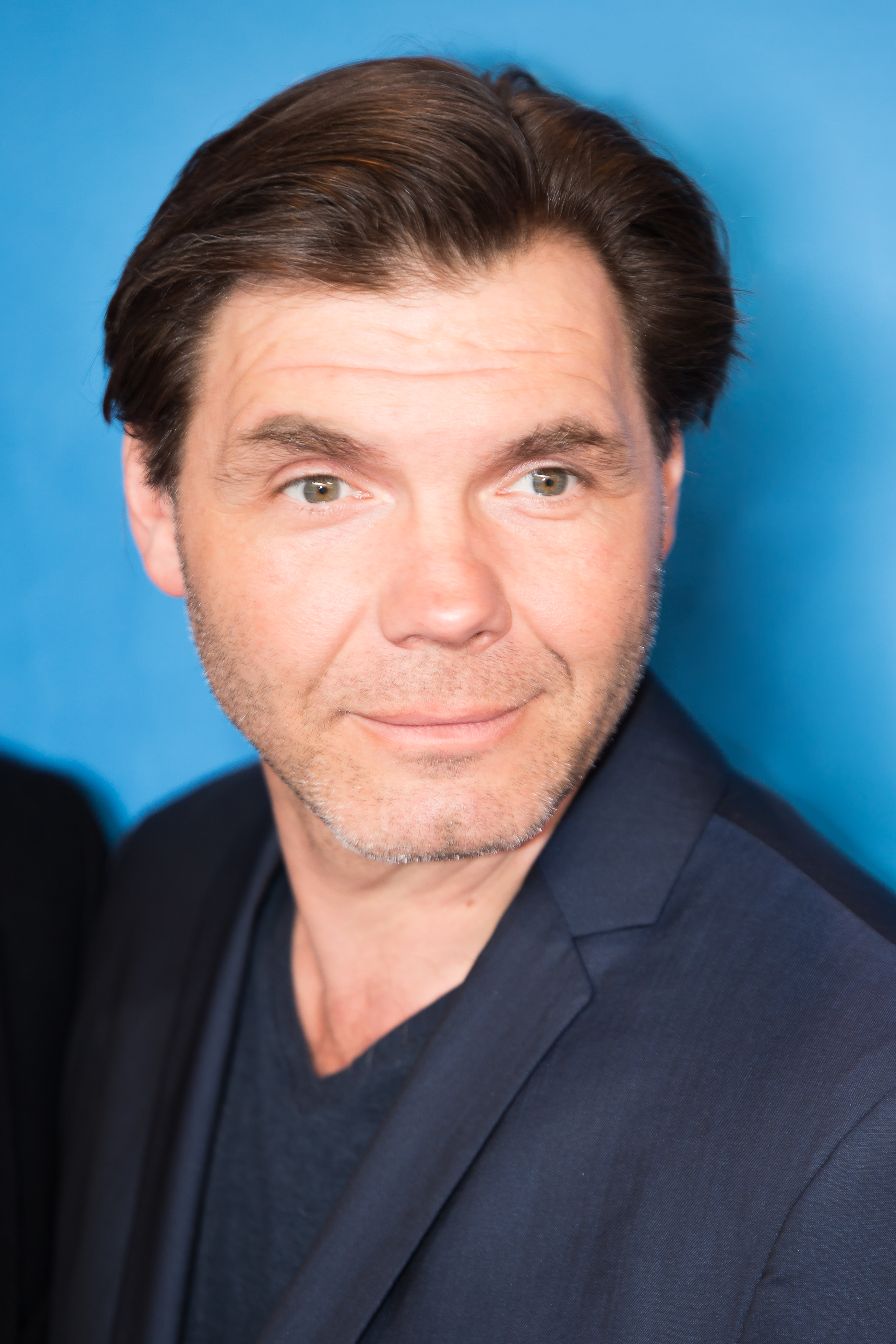
Max Hopp hat seinen vorerst letzten Auftriff als Staatsanwalt Brunner (Foto von 2017)

Am Ende einer Reise ist ein Fernsehfilm aus der Kriminalfilmreihe Der Usedom-Krimi. Er wurde im Auftrag von ARD Degeto und dem NDR von der Polyphon Film- und Fernsehgesellschaft mbH für Das Erste produziert. Die 19. Folge der Filmreihe wurde am 27. Oktober 2022 erstmals im Fernsehen ausgestrahlt.

## Handlung
Karin begleitet Holm Brendel auf einer Reise nach Ystad. Bei der Rückfahrt mit der Fähre nach Usedom sieht Karin bei einer polnischen Frau, die sie kennenlernt, einen Bluterguss an der Wange. Als deren Ehemann Jochen Driest, eine Usedomer Unternehmer, am nächsten Tag ohne seine Frau Dana von der Fähre fährt, kommt Karin dies verdächtig vor. Wenig später meldet die Mutter der Frau, dass ihre Tochter vermisst werde. Aufgrund dessen plant Karin, weitere Ermittlungen auf der Fähre anzustellen. Der demnächst Usedom verlassende Staatsanwalt Brunner unterstützt sie dabei. Karin gelingt es, in die Kabine der Driests zu gelangen, doch entscheidende Spuren findet sie nicht. Auch ein Gespräch mit Danas Exmann liefert keine weiteren Erkenntnisse. Abgelegte Tulpen auf dem Grab ihres vor zwei Jahren verstorbenen Sohnes deuten zunächst darauf hin, dass Dana noch leben könnte.
Bei einem Einbruch bei den Driests werden unter anderem das Auto, mit dem sie auf der Fähre waren, und ein Samuraischwert gestohlen. Karin und Brunner vermuten, dass hier möglicherweise ein Verbrechen vertuscht werden könnte. Später wird in dem ausgebrannten Wagen die Kette von Dana gefunden. Über eine Bloggerin bekommen die beiden Ermittler den Hinweis, dass Dana öfter im Club Dyskretne war. Die dort verkehrende Siri Ohlschlegel erzählt Karin, dass Dana hier sexuelle Kontakte suchte. In dem Club wird Karin von einem Mann angesprochen, den sie auf der Fähre gesehen hat. Dieser stellt sich später als der Expolizist Matthias Kessler heraus, der wegen der Annahme von Bestechungsgeldern entlassen wurde. Driest hat diesen engagiert, um herauszufinden, was seine Frau so treibt. Kessler sucht Frau Ohlschlegel auf und erfährt von ihr, dass Dana einen sehr an ihr interessierten Mann abblitzen ließ, der in dem Club mal einen Mann reanimiert habe und wohl Sanitäter sein müsse. Kessler versucht herauszufinden, wer dieser Mann ist.
Karin und Brunner hängen sich an Kesslers Fährte und entdecken seinen Wagen an einem Haus. Brunner findet den toten Kessler, während Karin im Haus hinter einer verschlossenen Tür ein Winseln hört. Plötzlich wird sie von einem Mann mit dem Samuraischwert angegriffen, den der hinzueilende Brunner mit einer Mistgabel ersticht. Sie finden Dana in dem Badezimmer des Hauses und befreien sie. Sie berichtet, dass der abgewiesene Verehrer sie auf der Fähre ansprach, zudringlich wurde und sie schließlich hierher entführt habe. Er war es auch, der die Blumen am Grab von Danas Sohn ablegte.
In der letzten Szene verabschiedet sich Brunner von Karin und sagt ihr ein für sie verfasstes Haiku auf („Hoffnung blüht immer, selbst im eisigen Winter, wenn Freundschaft sie nährt.“).

## Produktion
Der Film wurde vom 5. November 2021 bis zum 6. Dezember 2021 auf der Ostseeinsel Usedom, in Brandenburg und Berlin sowie auf der Fähre zwischen Ystad und Swinemünde gedreht. Für die Dreharbeiten des Hauses Brunner wurde die Strandpromenade zwischen Bansin und Heringsdorf ausgewählt. Die Außenaufnahmen beim Polizeirevier erfolgten vor einem Gebäude in Wolgast. Die Dreharbeiten für das „Haus Witt“ fanden in Hohendorf bei Wolgast statt.
Es war bereits angekündigt worden, dass Dr. Brunner aus der Staatsanwaltschaft ausscheidet. Max Hopp gehörte in dieser Rolle seit der ersten Folge der Reihe zum festen Personal. Es bleibt offen, ob Hopp der Reihe in anderer Funktion erhalten bleibt, denn ein offizieller Ausstieg wurde nicht verkündet.

## Rezeption

### Kritiken
Tilmann P. Gangloff gibt den Usedom-Krimi-Filmen der Staffel 2022 in seiner Besprechung bei tittelbach.tv insgesamt 4 von 6 Sternen. Am Ende einer Reise sei ein würdiger Abschluss der 2022er Trilogie, darüber hinaus auch eine Verbeugung vor Max Hopp, der bei seinem Abschied aus der Staatsanwaltschaft noch einmal ins Zentrum der Handlung rückt. Dass er sich ausgerechnet mit Lieblingsfeindin Karin Lossow zusammentut, gab es schon bei der Folge Schmerzgrenze, bei der auch Michael Vershinin das Drehbuch schrieb. Somit könne man diese Folge als Hommage in eigener Sache ansehen. Die Bildgestaltung sei vorzüglich. Eine der interessantesten Figuren sei dem Kritiker nach Urs Rechn, der als grobschlächtige Typ ständig auftauche, seine Rolle bleibe aber lange rätselhaft.
Oliver Armknecht gibt dem Film in seiner Kritik auf film-rezensionen.de insgesamt 5 von 10 Punkten. Der Film schwanke zwischen Melancholie bzgl. des Abschieds Brunners aus der Staatsanwaltschaft und Humor mit komödiantischen Aspekten, was deutlich unterhaltsamer sei als bei den letzten Filmen. Der Abschied von Brunner wirke nicht so kitschig wie befürchtet und mit den richtigen Drehbüchern stecke auch tatsächlich noch Leben in der Reihe, das interessante Ende überzeuge. Der Krimiteil stelle dennoch keine Glanzstunde des Genres dar, es reiche insgesamt für eine solide Abendunterhaltung.

### Einschaltquoten
Bei der Erstausstrahlung von Der Usedom-Krimi: Am Ende einer Reise am 27. Oktober 2022 verfolgten in Deutschland insgesamt 7,15 Millionen Zuschauer die Filmhandlung, was einem Marktanteil von 27,2 Prozent für Das Erste entsprach. In der als Hauptzielgruppe für Fernsehwerbung deklarierten Altersgruppe von 14 bis 49 Jahren erreichte Am Ende einer Reise 0,56 Millionen Zuschauer und damit einen Marktanteil von 9,9 Prozent in dieser Altersgruppe.